# Due partite
Due partite è un film drammatico italiano del 2009 diretto da Enzo Monteleone con Margherita Buy, Isabella Ferrari, Marina Massironi, Paola Cortellesi, Carolina Crescentini, Valeria Millilo, Alba Rohrwacher e Claudia Pandolfi.

## Trama
In due epoche differenti, il film racconta l'universo femminile, visto attraverso gli occhi di quattro donne. Sofia, Beatrice, Claudia e Gabriella, casalinghe borghesi a Roma nel 1966 si incontrano ogni giovedì pomeriggio per giocare a carte e raccontarsi i loro problemi e le loro paure. Trent'anni dopo, nel 1996 le loro figlie (Rossana, Sara, Giulia, Cecilia) si riuniscono dopo la morte di Beatrice che si suicida perché affermava di essere sola. Nonostante la modernità e l'emancipazione, le paure e le angosce dell'essere donna non sono differenti rispetto a trent'anni prima.

## Accoglienza

### Incassi
Il film ha realizzato al botteghino 1500000 € euro secondo i dati Cinetel.

## Premi e riconoscimenti
- 2009 - David di Donatello
  - Candidatura Migliori trucco a Vincenzo Mastrantonio
  - Candidatura Migliori acconciature a Ferdinando Merolla
- 2009 - Nastro d'argento
  - Candidatura Migliore attrice non protagonista al cast femminile
  - Candidatura Miglior produttore a Marco Chimenz, Giovanni Stabilini e Riccardo Tozzi
  - Candidatura Migliore scenografia a Paola Comencini
  - Candidatura Miglior costumi a Marina Roberti